# 1999年以色列大選
1999年以色列大選舉行於1999年5月17日，同時選出第15屆以色列議會的120名議員和以色列總理。埃胡德·巴瑞克當選以色列總理，政黨聯盟一個以色列則是議會最大政黨。

## 外部連結
- Historical overview of the Fifteenth Knesset （页面存档备份，存于） Knesset website （英語）
- Election results （页面存档备份，存于） Knesset website